# رادکان (تاکستان)
راکان (تاکستان)، روستایی از توابع بخش خرمدشت شهرستان تاکستان در استان قزوین ایران است.

## جمعیت
این روستا در دهستان رامندشمالی قرار دارد و براساس سرشماری مرکز آمار ایران در سال ۱۳۸۵، جمعیت آن ۲٬۰۹۲ نفر (۵۳۰خانوار) بوده‌است. مردم به زبان ترکی صحبت می‌کنند و مذهب آن‌ها شیعه می‌باشد.

## موقعیت جغرافیایی
رادکان در کیلمتر ۱۲ جاده قزوین به همدان و در کنار این جاده است. این روستا به دلیل موقعیت مناسب مهاجرپذیر بوده و در حال رشد می‌باشد اکثریت مردم کشاورز بوده و محصولات اصلی مردم این روستا انگور، کشمش، یونجه، گندم، جو و گوجه فرنگی می‌باشد. به‌طوری‌که هر ساله محصول گوجه فرنگی این روستا و روستاهای همجوار به کشور عراق ارسال می‌شود.
از آثار باستانی آن می‌توان به مرقد امامزادگان ابوسعید و ابو ظهیر (نوادگان موسی کاظم) و تپه و قنات اشاره کرد که قنات قدیمی آن که متعلق به دوران قبل از اسلام می‌باشد، در حال حاضر خشک شده‌است.